# Mes de la Ira LGBT+
El Mes de la Ira LGBT+ (en inglés: Wrath Month) es un meme sobre julio, el mes posterior al Mes del Orgullo LGBT+. Se originó en 2018.

## Historia
El «Mes de la Ira» se originó como un neologismo en un meme de Twitter en 2018. El término es una referencia a los siete pecados capitales, siendo el orgullo y la ira dos de ellos. Otros usuarios de Twitter bromearon sobre resaltar meses para los pecados capitales restantes, incluidos la pereza y la envidia. El término llegó a usarse en otros contextos, destacando los problemas actuales del movimiento LGBT+ durante y fuera del Mes del Orgullo.

## Uso y análisis
Su observación se ha descrito, en parte, como una respuesta a la idea de que el Mes del Orgullo se ha vuelto cada vez más dócil, donde el Mes de la Ira brinda la oportunidad de llamar la atención sobre cuestiones que afectan la aceptación y la igualdad LGBT. John Paul Brammer, escribiendo para Them, presenta su artículo sobre el Mes de la Ira con una crítica de los vínculos del Mes del Orgullo con el capitalismo rosa. Patrick Lenton de Junkee escribe que el Mes del Orgullo ya no es un mensaje de «rebelión y resistencia», sino que tiende hacia la «aceptación y el amor». También critica a las fuerzas policiales y a los políticos que complacen a las personas LGBT —solo durante el Mes del Orgullo—, en busca de apoyo.
Otras fuentes lo representan como una respuesta a lo que Out describe como que el «sentido de camaradería» del Mes del Orgullo se disipa después de que finaliza el mes.
El Mes de la Ira también se ha utilizado como reemplazo del Mes del Orgullo, con un artículo de opinión de Colorado Springs Independent que se basa en las emociones de los disturbios de Stonewall que el Mes del Orgullo pretende conmemorar. El artículo citaba específicamente la solidaridad con las protestas por la muerte de George Floyd entonces en curso como una de las razones por las que la comunidad LGBT debería sentirse enojada.
En julio de 2022, Them comenzó una serie titulada Wrath Month, que describe el mes como una «celebración no oficial de la ira LGBTQ+».